# Eric Traub
Eric Traub (* 1947; † 15. Februar 2019 in New Orleans) war ein amerikanischer R&B- und Jazzmusiker (Tenorsaxophon, auch Sopransaxophon, Komposition). Sein Spiel war durch Einflüsse von Sonny Stitt und Gene Ammons geprägt.
Traub wuchs in Buffalo auf, wo er bis 1965 die Kenmore East High School absolvierte. Ab 1977 war er Mitglied der Bigband von Maynard Ferguson und spielte mit diesem bis 1981 mehrere Alben ein. 1982 zog er nach New Orleans und arbeitete zunächst mit Bryan Lee & The Jump St. Five, Spenceer, Bohren und Joel Simpson. Seit den frühen 1990er Jahren gehörte er viele Jahre zur Band von Dr. John; er arbeitete ferner mit Musikern wie Johnny Adams, Clarence Gatemouth Brown und Kermit Ruffins zusammen. Er ist auch auf Aufnahmen mit Solomon Burke, Eddy Louiss, den New Orleans Nightcrawlers, der Original Tuxedo Jazz Band, Eric Burdon und dem Allyn Robinson Project zu hören. Auf seinem Album Banks Street (1997) griff Johnny Vidacovich auf drei seiner Stücke zurück.
Zudem galt Traub als wichtiger Mentor für jüngere Musiker in New Orleans und unterstützte die Funkband Galactic auf ihrem Debütalbum Coolin’ Off.